# Lepidisis olapa
Lepidisis olapa is een zachte koraalsoort uit de familie Isididae. De koraalsoort komt uit het geslacht Lepidisis. Lepidisis olapa werd in 1978 voor het eerst wetenschappelijk beschreven door Muzik. 